# Lista över skulpturparker

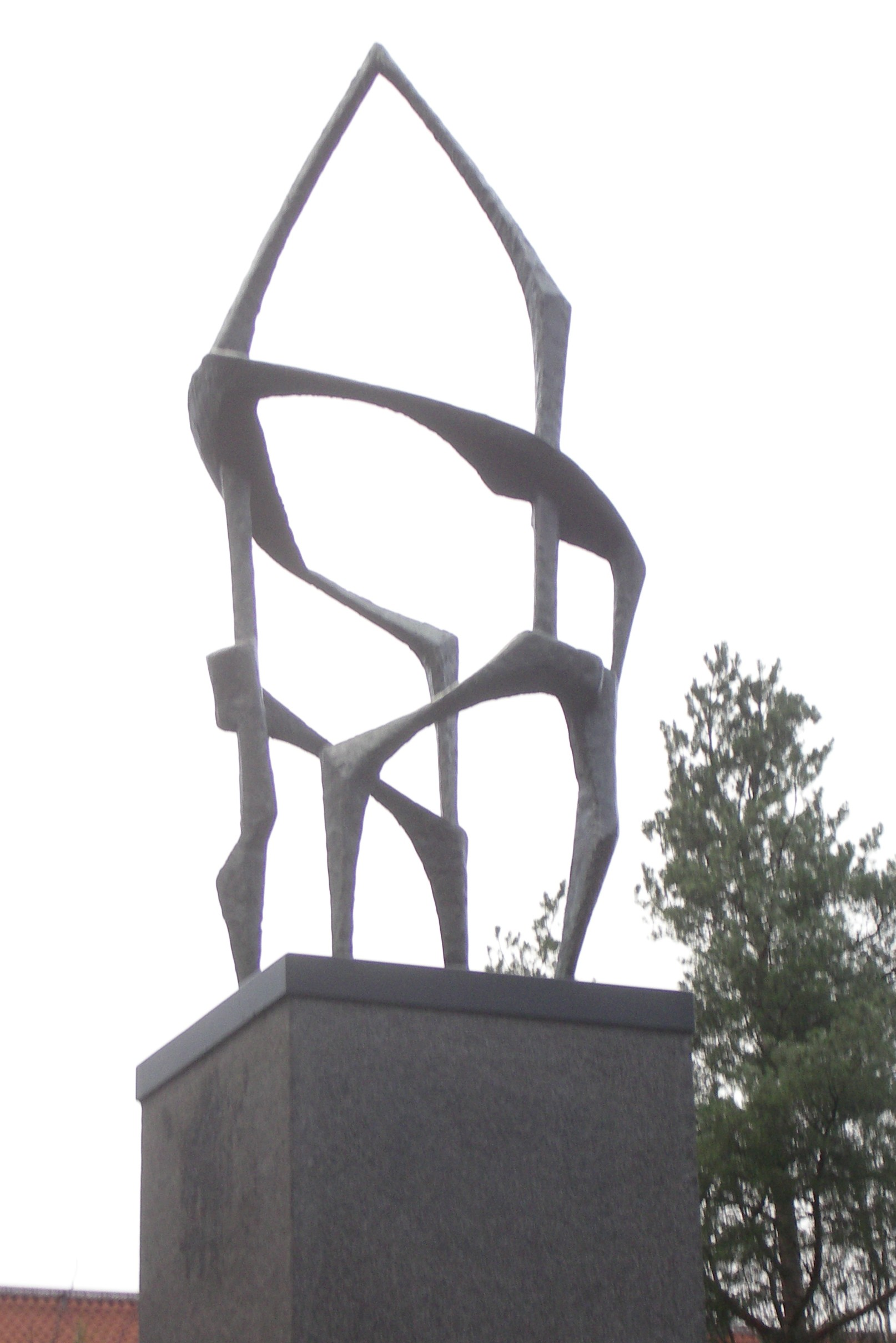
Arne Jones Katedral, en skulptur som finns i Västertorps skulpturpark i södra Stockholm, i Mästarnas Park i Hällefors och i skulpturparken vid Norrköpings Konstmuseum.

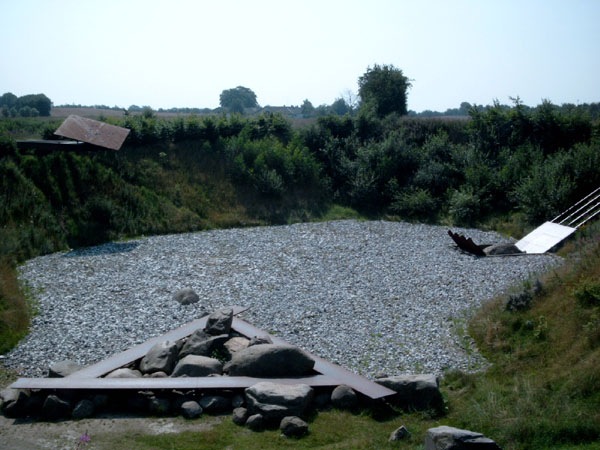
Tørskind skulpturpark i Danmark

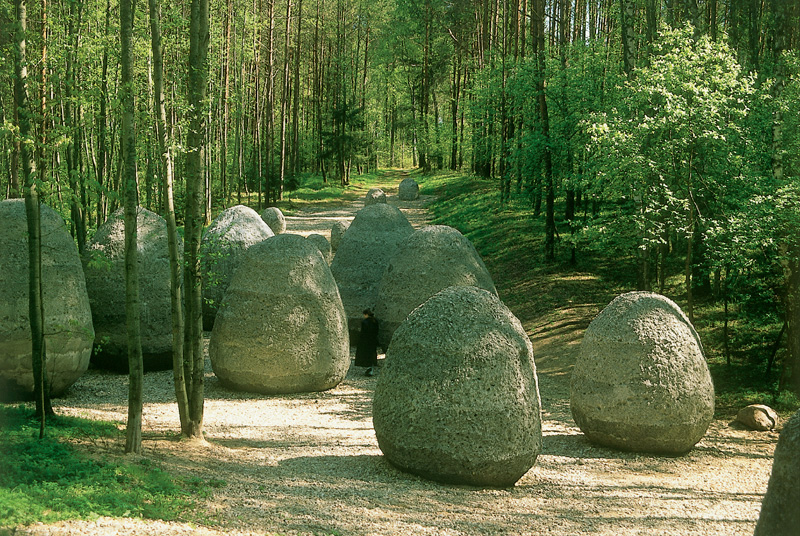
Europaparken i Litauen

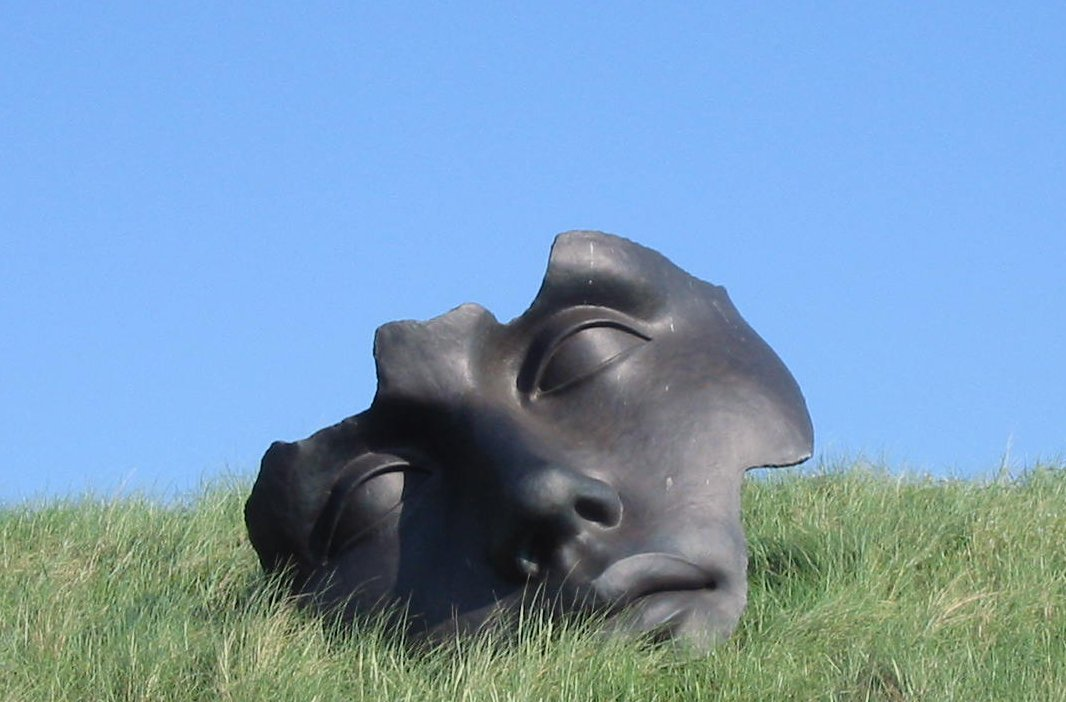
Skulptur av Igor Mitoraj i Skulpturparken i Scheveningen i Nederländerna

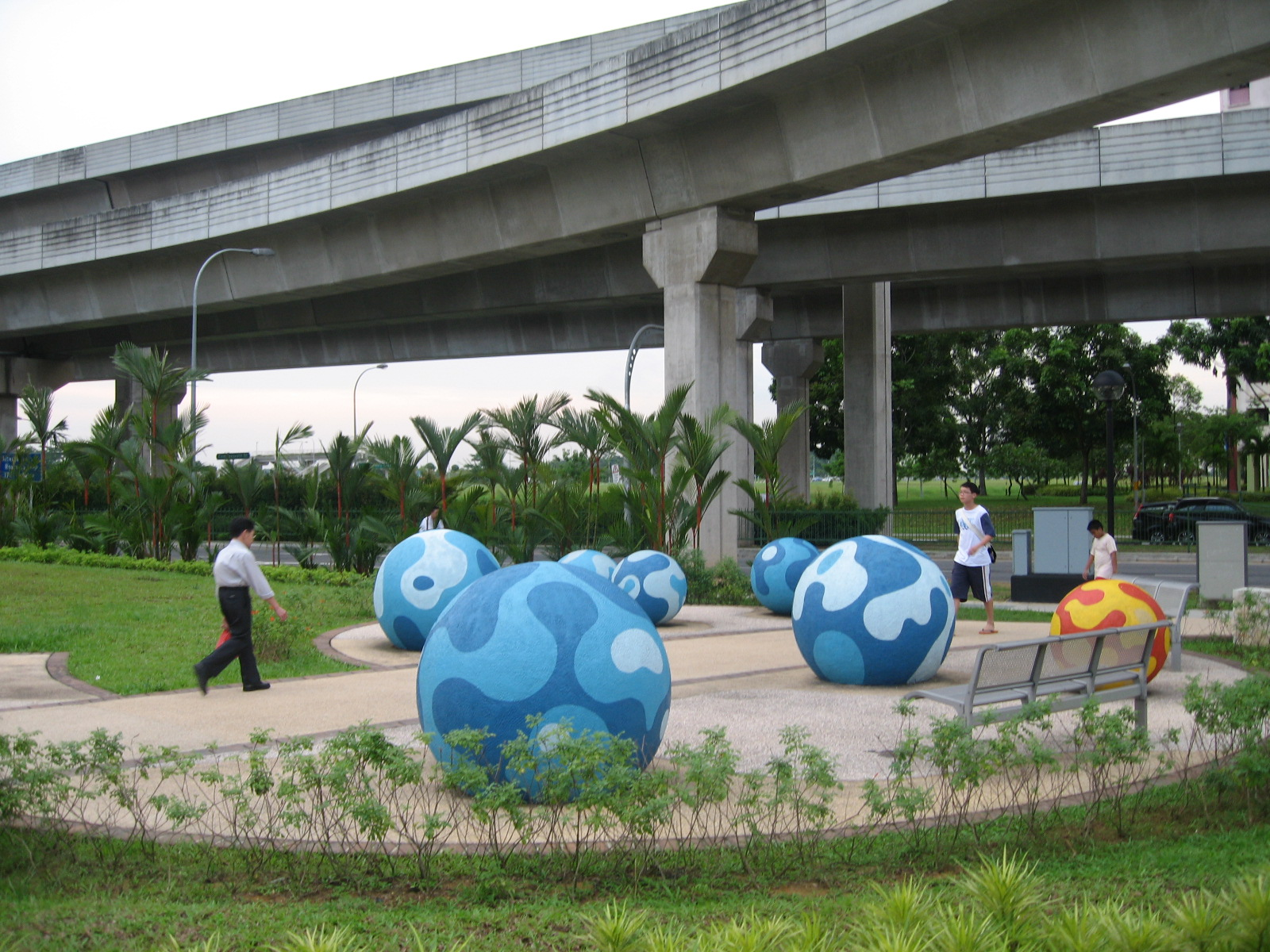
Sengkan Sculpture Park i Singapore

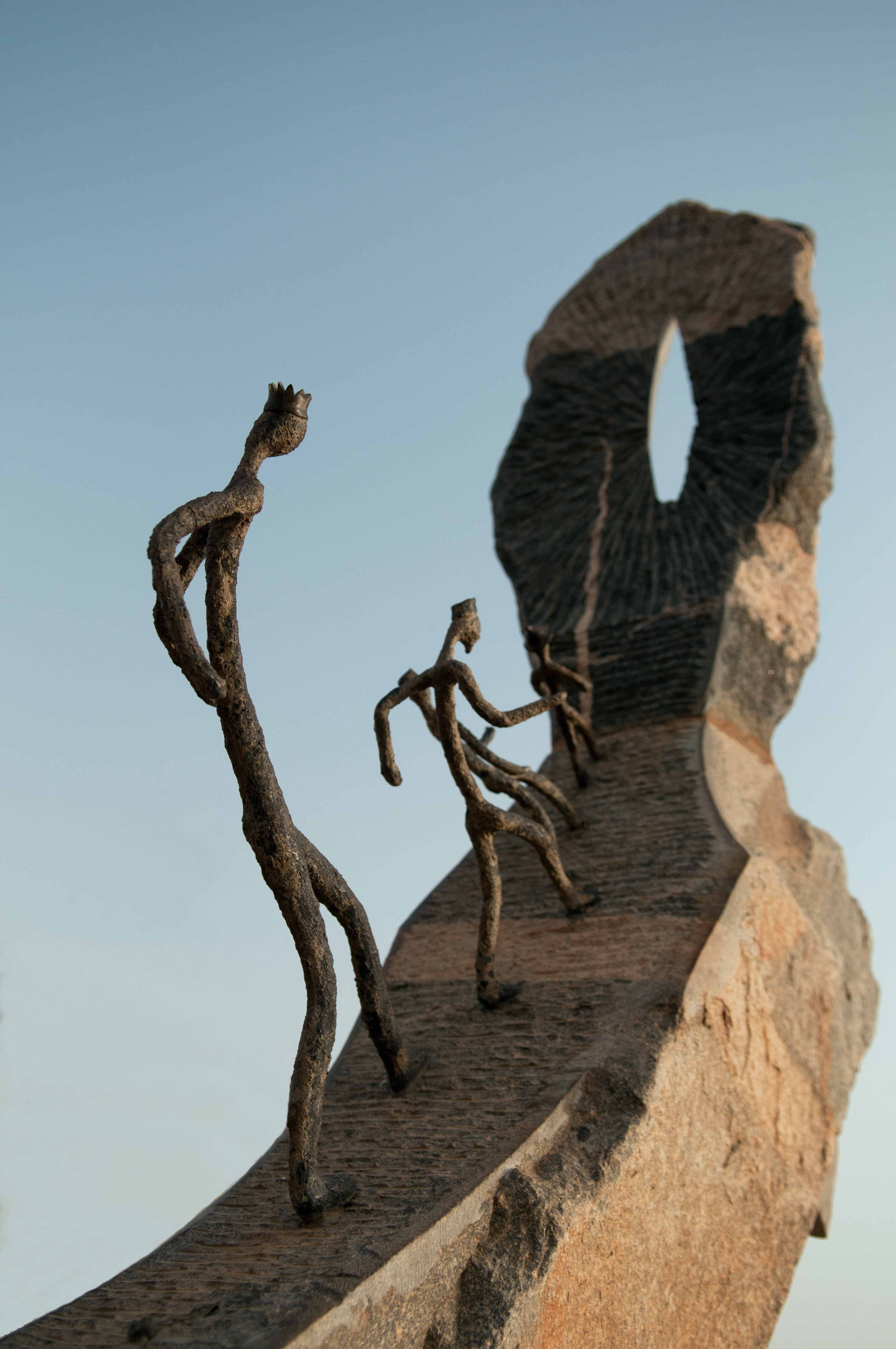
Sculptures de Laonga i Burkina Faso

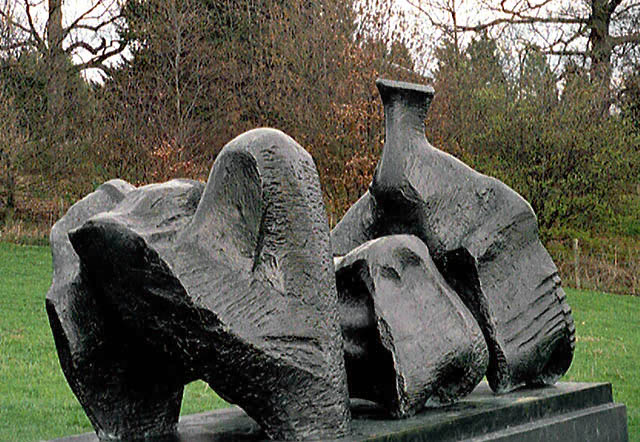
Henry Moores Vilande figur i tre delar i Yorkshire Sculpture Park

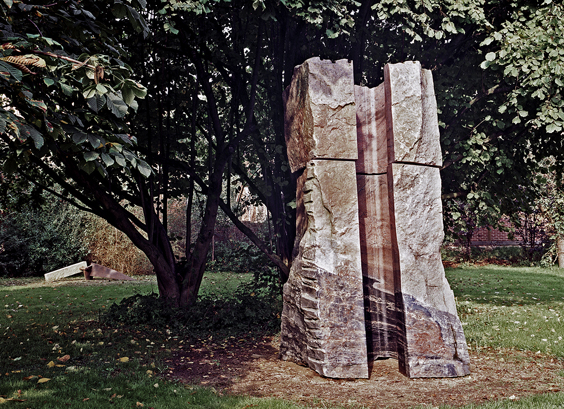
Skulpturengarten Damnatz i Tyskland

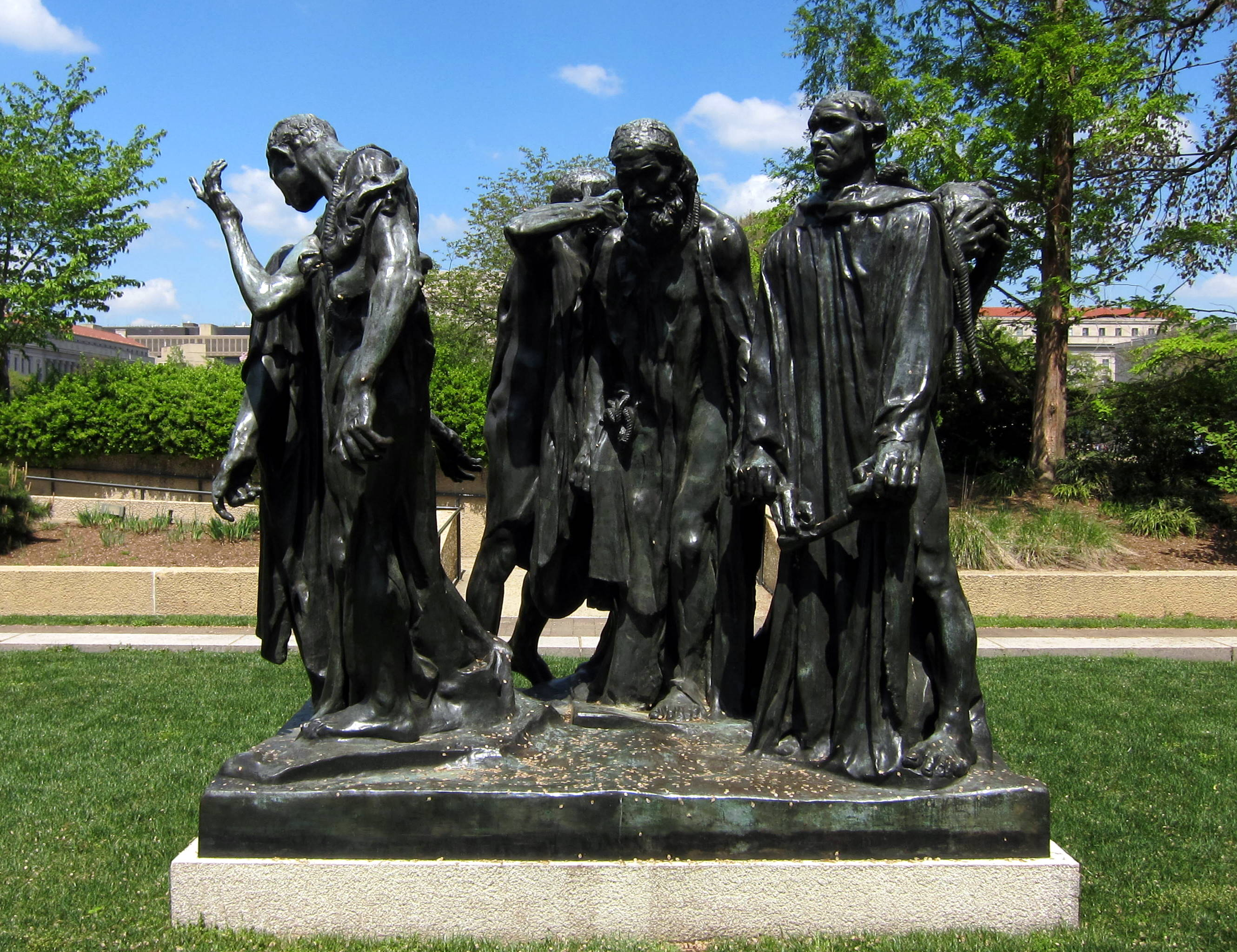
Borgarna i Calais av Auguste Rodin i Hirschhorn Sculpture Garden i Washington D.C.

Detta är ett urval av skulpturparker.

## Australien
- Heide Museum of Modern Art, nära Melbourne 37°45′39″S 145°04′59″Ö / 37.76091°S 145.08317°Ö
- Skulpturparken vid National Gallery of Australia, i Canberra 35°18′01″S 149°08′12″Ö / 35.30040°S 149.13678°Ö
- McClelland Gallery and Sculpture Park, nära Melbourne 37°46′27″S 145°10′28″Ö / 37.774167°S 145.174444°Ö
- Reconciliation Place, i Canberra 35°17′56″S 149°08′01″Ö / 35.29889°S 149.13361°Ö
- New South Wales universitets skulpturstråk i Sydney 33°55′04.80″S 151°13′52.46″Ö / 33.9180000°S 151.2312389°Ö
- La Trobe University Sculpture Park i Melbourne 37°43′17.83″S 145°02′46.05″Ö / 37.7216194°S 145.0461250°Ö

## Belgien
- Middelheim Museum i Antwerpen 51°10′54″N 4°24′49″Ö / 51.181667°N 4.413611°Ö

## Brasilien
- Skulpturparken vid Centro de Arte Contemporânea Inhotim i Brumadinho i Minas Gerais20°07′28″S 44°13′09″V / 20.12444°S 44.21917°V
- Museo Brasileiro da Esculturas skulpturpark i São Paulo 23°34′23.32″S 46°40′35.46″V / 23.5731444°S 46.6765167°V
- Skulpturparken vid Museo de. Arte Contemporâneo vid Universidade de São Paulo i São Paulo23°33′36.54″S 46°43′20.55″V / 23.5601500°S 46.7223750°V
- Skulpturparken vid Museo de Arte Moderna i São Paulo23°35′16″S 46°39′21″V / 23.587734°S 46.655784°V

## Burkina Faso
- Sculptures de Laonga, söder om Ziniaré 12°32′12″N 1°17′4″V / 12.53667°N 1.28444°V

## Danmark
- Tørskind grusgrav, nära Egvedt 55°38′54.92″N 9°16′43.16″Ö / 55.6485889°N 9.2786556°Ö
- Farum skulpturpark, Furusö kommun 55°48′29.93″N 12°21′59.13″Ö / 55.8083139°N 12.3664250°Ö
- Krakamarken, söder om Randers 56°24′21″N 10°6′32″Ö / 56.40583°N 10.10889°Ö
- Skulpturparken i Herning i Herning 56°07′57.51″N 9°01′37.79″Ö / 56.1326417°N 9.0271639°Ö
- Hvidovre skulpturpark vid Vestvolden i Hvidovre
- Skulpturparken vid Louisiana konstmuseum i Humlebaek 55°58′10″N 12°32′35″Ö / 55.96944°N 12.54306°Ö
- Skulpturpark Billund 55°43′48.06″N 09°07′35.81″Ö / 55.7300167°N 9.1266139°Ö
- Skulpturparken vid Trapholt Kunstmuseum i Kolding 55°29′58.9″N 9°31′55.5″Ö / 55.499694°N 9.532083°Ö
- Veksølund Skulpturpark i Veksø  55°45′14.11″N 12°14′32.81″Ö / 55.7539194°N 12.2424472°Ö

## Finland
- Skulpturparken vid Didrichsens konst- och kulturmuseum i Helsingfors 60°11′07″N 24°51′23″Ö / 60.18528°N 24.85639°Ö
- Skulpturparken vid Sara Hildéns konstmuseum i Tammerfors 61°30′18.5″N 23°44′26″Ö / 61.505139°N 23.74056°Ö
- Skulpturer av Kari Huhtamo på Lapplands universitet i Rovaniemi 66°29′07″N 25°42′54″Ö / 66.48527778°N 25.715°Ö
- Birkala skulpturpark i Birkala 61°27′57.42″N 23°33′44.39″Ö / 61.4659500°N 23.5623306°Ö
- Kotkas skulpturstråk i Kotka 60°27′55.3″N 26°56′33.1″Ö / 60.465361°N 26.942528°Ö
- Tuulensuu skulpturpark i Viitasaari 63°14′32″N 25°52′34″Ö / 63.24222°N 25.87611°Ö
- Nissbacka gårds skulpturpark i Vanda 60°16′53″N 25°07′34″Ö / 60.2813°N 25.1260°Ö
- Skulturparken vid Saarijärvis museum, Saarijärvi 62°42′22″N 25°14′09″Ö / 62.70611°N 25.23583°Ö

## Frankrike
- Allee des Arts skulpturstråk i Le Barcares 42°49′44″N 03°02′48″Ö / 42.82889°N 3.04667°Ö
- Chateau de Chamarande i Chamarande i Essonne 48°30′46″N 2°13′15″Ö / 48.51278°N 2.22083°Ö
- Musée de la sculpture en plein air i Paris 48°50′48″N 02°21′42″Ö / 48.84667°N 2.36167°Ö
- Musée Rodins skulpturträdgård i Paris 48°51′19″N 02°18′57″Ö / 48.85528°N 2.31583°Ö
- Jardin du Luxembourg i Paris48°50′49″N 02°20′14″Ö / 48.84694°N 2.33722°Ö
- Château de Kerguéhennec, i Bignan 47°53′09″N 2°44′04″Ö / 47.8859°N 2.7345°Ö
- Fondation Maeght i Saint-Paul de Vence 43°42′02″N 7°06′54″Ö / 43.70059°N 7.115085°Ö
- Musée des Beaux-Arts de Menton 43°46′0″N 7°29′17″Ö / 43.76667°N 7.48806°Ö
- Tuilerieträdgården i Paris 48°51′50″N 2°19′34″Ö / 48.86389°N 2.32611°Ö
- Le Vent des Forêts i Commercy i departementet Meuse 48°53′52″N 5°26′32″Ö / 48.8978°N 5.4422°Ö
- Parc de Pourtalès i Strasbourg 48°36′34.46″N 7°48′01.86″Ö / 48.6095722°N 7.8005167°Ö
- Skulpturparken i Vallon du Villaret i Allenc i departementet Lozère 44°31′27″N 3°40′38″Ö / 44.524301°N 3.677244°Ö
- Skulpturparken i Cesson-Sévigné i Bretagne 48°07′18″N 01°36′09″V / 48.12167°N 1.60250°V
- Skulpturträdgården de la Dhuys i Chessy i Île-de-France 48°53′10″N 2°45′36″Ö / 48.88611°N 2.76000°Ö

## Irland
- Sculpture in the Parklands, i County Offaly 53°13′45″N 7°43′46″V / 53.229057°N 7.729568°V

## Island
- Ásmundarsafns skulpturpark i Reykjavik 64°08′28.95″N 21°53′04.65″V / 64.1413750°N 21.8846250°V
- Einar Jónsson Museums skulpturpark i Reykjavik 64°08′30.37″N 21°55′45.92″V / 64.1417694°N 21.9294222°V

## Israel
- Billy Rose Art Garden, i Jerusalem 31°46′20.5″N 35°12′16.2″Ö / 31.772361°N 35.204500°Ö
- Lola Beer Ebner Sculpture Garden, i Tel Aviv 32°04′38.79″N 34°47′12.65″Ö / 32.0774417°N 34.7868472°Ö
- Tefen Sculpture Garden, mellan Nahariya och Karmel i Galileen 32°58′46.23″N 35°16′35.51″Ö / 32.9795083°N 35.2765306°Ö

## Italien
- Giordino dei Tarocchi, i Pescia Fiorentina, nära Grosseto i Toscana 42°25′33″N 11°27′59″Ö / 42.425904°N 11.46639°Ö
- Il Giardino di Daniel Spoerri, i Seggiano i Toscana 42°55′21.70″N 11°34′09.41″Ö / 42.9226944°N 11.5692806°Ö
- Sacro Bosco#Skulpturparken Sacro Bosco, vid Bomarzo i Viterbo 42°29′29.88″N 12°14′51.27″Ö / 42.4916333°N 12.2475750°Ö
- Skulpturparken Villa Celle, nära Pistoia 43°56′48″N 10°59′41″Ö / 43.946593°N 10.994847°Ö
- Nasher skulpturpark vid Peggy Guggenheim Collection i Venedig 45°25′50″N 12°19′52″Ö / 45.43056°N 12.33111°Ö
- Parco Sculpture del Chianti, norr om Siena 43°23′35.71″N 11°22′48.78″Ö / 43.3932528°N 11.3802167°Ö

## Japan
- Asago Sculpture Park, söder om Asago i Hyōgo prefektur 35°14′25.02″N 134°49′45.24″Ö / 35.2402833°N 134.8292333°Ö
- Skulpturparken Hakone i Hakone, prefekturen Kanagawa 35°14′41″N 139°3′5″Ö / 35.24472°N 139.05139°Ö
- Utsukushigahara Kogen Art Museums skulpturpark, öster om Matsumoto i prefekturen Nagano 36°14′01.48″N 138°8′23.59″Ö / 36.2337444°N 138.1398861°Ö

## Kanada
- Al Green Sculpture Park i Mississauga i Toronto i Ontario 43°41′53″N 79°23′39″V / 43.69806°N 79.39417°V
- Windsor Sculpture Park, Windsor i Ontario 42°18′53.39″N 83°3′36.42″V / 42.3148306°N 83.0601167°V
- VanDusen Botanical Garden i Vancouver i British Columbia 49°14′23″N 123°07′56″V / 49.23972°N 123.13222°V
- Haliburton Sculpture Forest, nära Haliburton i Ontario 45°03′07″N 78°31′12″V / 45.052°N 78.520°V
- Parc René-Lévesque i Montreal 45°25′43″N 73°40′50″V / 45.428742°N 73.680539°V

## Laos
- Xien Khuan (Buddha Park) sydost om Vientiane 17°54′40″N 102°45′55″Ö / 17.911229°N 102.765397°Ö

## Litauen
- Europaparken, norr om Vilnius 54°49′51″N 25°21′05″Ö / 54.83083°N 25.35139°Ö
- Grūtas Park, nära Druskininkai 54°01′19″N 24°04′45″Ö / 54.02194°N 24.07917°Ö

## Nederländerna
- Museum Beelden aan Zee i Scheveningen 52°6′38″N 4°16′39″Ö / 52.11056°N 4.27750°Ö
- Skulpturparken Een Zee van Staal vid Wijk aan Zee 52°29′17.01″N 4°35′30.90″Ö / 52.4880583°N 4.5919167°Ö
- Beeldenpark Gemeentemuseum Den Haag, i Haag 52°05′21.8″N 4°16′50.57″Ö / 52.089389°N 4.2807139°Ö
- Beeldenpark Leidsche Rijn i Utrecht 52°05′50.12″N 5°01′22.61″Ö / 52.0972556°N 5.0229472°Ö
- Kröller-Müllermuseets skulpturpark i Ottelo 52°05′45″N 5°49′01″Ö / 52.095942°N 5.816925°Ö
- Beeldenpark van het Museum voor Moderne Kunst i Arnhem 51°59′7″N 5°53′31″Ö / 51.98528°N 5.89194°Ö
- Beeldenpark Zwijndrecht, i Noordpark i Zwijndrecht 51°49′26.02″N 4°39′59.52″Ö / 51.8238944°N 4.6665333°Ö
- Skulpturstråket Papendrecht i Papendrecht 51°49′27.68″N 4°40′22.85″Ö / 51.8243556°N 4.6730139°Ö
- Westbroekpark, i Haag 52°6′15″N 4°17′27″Ö / 52.10417°N 4.29083°Ö

## Norge
- Ekebergparken skulpturpark 59°53′54.503″N 10°45′43.081″Ö / 59.89847306°N 10.76196694°Ö
- Elvebredden Kunstpark i Lillestrøm 59°57′8.48″N 11°33′11″Ö / 59.9523556°N 11.55306°Ö
- Henie-Onstad kunstsenter, Oslo 59°53′19.3″N 10°33′11″Ö / 59.888694°N 10.55306°Ö
- Vigelandsanlegget, Frognerparken, Oslo 59°55′36″N 10°42′4″Ö / 59.92667°N 10.70111°Ö
- Klosterenga, Oslo 59°54′30.064″N 10°46′32.210″Ö / 59.90835111°N 10.77561389°Ö
- Skulpturlandskap Nordland, Nordland fylkeskommun 67°N 14°Ö / 67°N 14°Ö
- Krutfjellsvägens skulpturstråk (både i Sverige och i Norge) 65°41′12.56″N 14°31′44.73″Ö / 65.6868222°N 14.5290917°Ö
- Kistefos-Museets skulpturpark, Kistefos söder om Jevnaker 60°13′21.36″N 10°22′09.66″Ö / 60.2226000°N 10.3693500°Ö
- Ramme Gaard 59°36′33″N 10°39′19″Ö / 59.60917°N 10.65528°Ö
- Peer Gynt-parken i Lören i Oslo 59°55′53.810″N 10°47′31.769″Ö / 59.93161389°N 10.79215806°Ö
- Sti for øye i Fossnes i Stokke kommun59°16′53.66″N 10°15′17.39″Ö / 59.2815722°N 10.2548306°Ö
- Tjuvholmens skulpturpark i Oslo 59°54′23.479″N 10°43′19.247″Ö / 59.90652194°N 10.72201306°Ö

## Portugal
- Fundação de Serralves i Porto 41°09′34.52″N 8°39′22.90″V / 41.1595889°N 8.6563611°V

## Ryssland
- Sommarträdgården i Sankt Petersburg 59°56′46″N 30°20′06″Ö / 59.94611°N 30.33500°Ö

## Schweiz
- Fondation Gianadda, i Martigny i Valais 46°05′42″N 7°04′16″Ö / 46.095°N 7.071°Ö
- Sculpture at Schönthal 47°21′09″N 7°46′15″Ö / 47.352396°N 7.770761°Ö
- Kulturforum Würth Chur i Chur 46°52′02″N 9°31′42″Ö / 46.8671°N 9.5282°Ö

## Singapore
Sengkang Sculpture Park, Sengkang 1°23′41.79″N 103°53′47.43″Ö / 1.3949417°N 103.8965083°Ö

## Slovenien
- Forma Viva Sculpture Park i Portoroz 45°30′49.44″N 13°35′20.95″Ö / 45.5137333°N 13.5891528°Ö

## Spanien
- Museo Chillida-Leku, Hernandi, nära San Sebastián 43°16′43.3″N 1°59′55.4″V / 43.278694°N 1.998722°V
- Fundación NMAC, i Vejer de la Frontera 36°14′36.06″N 5°54′17.16″V / 36.2433500°N 5.9047667°V
- Parque Juan Carlos Esculturas i Madrid 40°14′10″N 3°41′38″V / 40.236051°N 3.694021°V
- Parc Güell i Barcelona 41°24′51″N 2°9′9″V / 41.41417°N 2.15250°V
- Plaza de Oriente i Madrid 40°25′6.02″N 3°42′45.31″V / 40.4183389°N 3.7125861°V
- Skulpturparken Cap Roig, söder om Callela de Palafrugell i Katalonien 41°52′36.80″N 3°10′37.54″Ö / 41.8768889°N 3.1770944°Ö

## Storbritannien
- Artparks Sculpture Park i Saint Martin, på Guernsey 49°26′7.80″N 2°32′50.28″V / 49.4355000°N 2.5473000°V
- Barbara Hepworth Museum and Sculpture Garden, St Ives, Cornwall 50°12′49″N 5°28′53″V / 50.21361°N 5.48139°V
- Cass Sculpture Foundation, i Goodwood i West Sussex 50°52′44.38″N 0°43′7.95″V / 50.8789944°N 0.7188750°V
- Glenkiln Sculptures, i Dumfries och Galloway 55°4′52″N 3°49′0″V / 55.08111°N 3.81667°V
- Henry Moore Sculpture Perry Green, i Perry Green, Much Hadham i Hertfordshire 51°50′13″N 0°5′6″Ö / 51.83694°N 0.08500°Ö
- Yorkshire Skulpturpark, Haworth Village, Wakefield, Yorkshire 53°36′50″N 1°34′23″V / 53.614°N 1.573°V
- Tout Quarry Sculpture Park på ön Portland i Dorset 50°33′11″N 2°26′41″V / 50.5531°N 2.4446°V
- Irwell Sculpture Trail, mellan Salford Quays i Salford i Stor-Manchester och ovanför Bacup i Penninerna via Bury och Rossendale 53°42′14″N 2°11′56″V / 53.704°N 2.199°V

## Sverige
Det finns drygt 40 skulpturparker i Sverige. Se Lista över skulpturparker i Sverige

## Thailand
- Skulpturparken i Sala Keoku, öster om Nong Khai 17°53′12.84″N 102°46′56.16″Ö / 17.8869000°N 102.7822667°Ö

## Tjeckien
- Skulpturparken symposium Horice i Horice 50°21′57″N 15°38′37″Ö / 50.36583°N 15.64361°Ö
- Wallensteinträdgården i Prag 50°05′24″N 14°24′24″Ö / 50.09000°N 14.40667°Ö

## Tyskland
- Skulpturenpark Seckach i Seckach i Baden-Württemberg 49°26′30″N 9°20′50″Ö / 49.44167°N 9.34722°Ö
- Skulpturenpark Heidelberg i Heidelberg i Baden-Württemberg49°24′37″N 8°46′26″Ö / 49.410177°N 8.77387°Ö
- Skulpturparken vid Kunsthalle Mannheim i Baden-Württemberg 49°28′58″N 8°28′31″Ö / 49.48278°N 8.47528°Ö
- Skulpturparken vid Neues Museum i Nürnberg i Bayern 49°26′49″N 11°04′31″Ö / 49.447021°N 11.075249°Ö
- Figurenfeld Alois Wünsche-Mitterecker, i Eichstätt i Bayern 48°53′8.67″N 11°12′56.56″Ö / 48.8857417°N 11.2157111°Ö
- Max-Buchhauser-Garten i Regensburg i Bayern 49°01′41″N 12°05′24″Ö / 49.028006°N 12.089982°Ö
- Skulpturenpark Pinakotheken i München i Bayern48°08′55″N 11°34′14″Ö / 48.14861°N 11.57056°Ö
- Skulpturparken vid Neue Nationalgalerie i Berlin 52°30′24.5″N 13°22′04.5″Ö / 52.506806°N 13.367917°Ö
- Skulpturengarten Damnatz an der Elbe i Brandenburg 53°08′13″N 11°10′43″Ö / 53.136898°N 11.178689°Ö
- Skulpturparken vid Städelsches Kunstinstitut i Frankfurt i Hessen50°06′10″N 8°40′26″Ö / 50.10278°N 8.67389°Ö
- Skulpturparken vid Lehmbruck Museum, i Duisburg i Nordrhein-Westfalen51°25′49″N 6°45′55″Ö / 51.430416°N 6.765361°Ö
- Museum Insel Hombroich i Neuss i Nordrhein-Westfalen 51°08′51″N 6°39′31″Ö / 51.1474°N 6.6587°Ö
- Skulpturenpark Köln i Köln i Nordrhein-Westfalen50°57′20.80″N 06°58′15.50″Ö / 50.9557778°N 6.9709722°Ö
- Schloss Moyland i Bedburg-Hau i Nordrehein-Westfalen  51°45′19″N 6°14′12.50″Ö / 51.75528°N 6.2368056°Ö
- Moltkeviertel i Essen i Nordrhein-Westfalen 51°26′35.3″N 07°01′33.7″Ö / 51.443139°N 7.026028°Ö
- Skulpturer i Grügapark, i Essen i Nordrhein-Westfalen51°25′41″N 6°59′13″Ö / 51.42806°N 6.98694°Ö
- Skulpturenpark Quatrat Bottrop i Bottrop i Nordrhein-Westfalen51°31′49″N 6°55′03″Ö / 51.530294°N 6.91748°Ö
- Skulpturenpark Waldfrieden i Wuppertal i Nordrhein-Westfalen51°15′0″N 7°10′0″Ö / 51.25000°N 7.16667°Ö
- Skulpturensammlung Viersen i Viersen i Nordrhein-Westfalen  51°15′29″N 6°23′30″Ö / 51.25806°N 6.39167°Ö
- Herbert Gerisch Stiftungs skulpturpark i Neumünster i Schleswig-Holstein58°28′39.43″N 16°25′04.02″Ö / 58.4776194°N 16.4177833°Ö
- Kunsthalle Kiel i Schleswig-Holstein54°19′43″N 10°08′46″Ö / 54.32861°N 10.14611°Ö

## Ungern
- Memento Park, eller Szoborpark, i Budapest 47°25′34.80″N 8°59′56.15″Ö / 47.4263333°N 8.9989306°Ö

## USA
- Boeing Galleries i Chicago i Illinois 41°52′57.75″N 87°37′21.60″V / 41.8827083°N 87.6226667°V
- Artspark, del av Indiana Art Center i Indianapolis i Indiana  39°52′39.65″N 86°08′36.65″V / 39.8776806°N 86.1435139°V
- Franklin D. Murphy Sculpture Garden, i Los Angeles i Kalifornien34°04′30.30″N 118°26′24.24″V / 34.0750833°N 118.4400667°V
- Queen Califia's Magic Circle i Escondito i Kalifornien 33°4′48″N 117°3′46″V / 33.08000°N 117.06278°V
- DeCordova Sculpture Park and Museum, i Lincoln i Massachusetts 42°25′52″N 71°18′41″V / 42.43108°N 71.31143°V
- Frederik Meijer Gardens & Sculpture Park, i Grand Rapids i Michigan 42°58′52″N 85°35′28″V / 42.981°N 85.591°V
- Minneapolis Sculpture Garden i Minneapolis i Minnesota44°58′13″N 93°17′20″V / 44.97028°N 93.28889°V
- Kansas City Sculpture Park i Kansas City i Missouri 39°02′42″N 94°34′52″V / 39.044973°N 94.581009°V
- Laumeier Sculpture Park, nära Saint Louis i Missouri 38°33′04″N 90°24′43″V / 38.551°N 90.412°V
- Citygarden i Saint Louis i Missouri 38°37′37″N 90°11′38″V / 38.627°N 90.194°V
- Grounds for Sculpture i Hamilton Township i New Jersey 40°14′10″N 74°43′01″V / 40.236°N 74.717°V
- Storm King Art Center, i Mountainville i Orange County i delstaten New York 41°25′31″N 74°03′33″V / 41.42514°N 74.05930°V
- Donald M. Kendall Sculpture Gardens, i Purchase i delstaten New York 41°02′03″N 73°41′27″V / 41.03422°N 73.690765°V
- Archer and Anna Hyatt Huntington Sculpture Garden, i Brookgreen Gardens, söder om Murrells Inlet i South Carolina 33°31′14″N 79°5′59″V / 33.52056°N 79.09972°V
- Nasher Sculpture Center i Dallas i Texas 32°47′17″N 96°48′0.5″V / 32.78806°N 96.800139°V
- Lillie and Hugh Roy Cullen Sculpture Garden i Houston i Texas 29°43′35.6″N 95°23′26.2″V / 29.726556°N 95.390611°V
- Liberty Hill International Sculpure Park i Liberty Hill i Texas30°39′51.54″N 97°55′21.22″V / 30.6643167°N 97.9225611°V
- Umlauf Sculpture Garden and Museum, utanför Austin i Texas 30°15′48″N 97°45′57″V / 30.26333°N 97.76583°V
- Chinati Foundation i Marfa i Texas 30°17′55″N 104°01′37″V / 30.298722°N 104.027009°V
- Olympic Park i Seattle i delstaten Washington 47°36′59″N 122°21′13″V / 47.61639°N 122.35361°V
- Hirschhorn Museum and Sculpture Garden i Washington D.C. 38°53′18″N 77°01′22″V / 38.888256°N 77.022829°V
- Lynden Sculpture Garden i Milwaukee i Wisconsin 43°10′35.78″N 87°56′12.45″V / 43.1766056°N 87.9367917°V

## Österrike
- Österreichischer Skulpturenpark utanför Graz 46°58′44″N 15°25′55″Ö / 46.978821°N 15.43182°Ö
- Skulpturparken Artpark i Linz 48°17′31″N 14°18′15″Ö / 48.291931°N 14.304081°Ö